# Martín Abizanda y Vallabriga
Martín Abizanda y Vallabriga (Saragossa, 21 de maig de 1915 - Madrid, 1976) va ser un dels més destacats periodistes de Aragó en el segle XX i pioner del periodisme cinematogràfic a Espanya.
Va treballar a partir de 1940 a les revistes Cámara i Semana, i des de 1952 dirigí els setmanaris Cine Mundo i Cine Radio, de gran èxit.
Va ser un dels primers periodistes aragonesos a dedicar íntegrament la seva obra a la temàtica del cinema, perquè en la ràdio va dedicar un espai titulat Pantallas y Escenarios a aquesta disciplina. Poc després va obtenir un premi atorgat pel Cercle d'Escriptors Cinematogràfics, per haver fundat en 1951 Cine en 7 días. També va escriure dos guions per a cinema, Siempre es domingo i Jandro. Va morir a Madrid.

## Premis
Medalles del Cercle d'Escriptors Cinematogràfics
| Any  | Categoria                 | Pel·lícula                                          | Resultat  |
| ---- | ------------------------- | --------------------------------------------------- | --------- |
| 1951 | Millor labor periodística | «Pantallas y escenarios» de Cabalgata fin de semana | Guanyador |
| 1963 | Millor labor periodística |                                                     | Guanyador |